# John Dean
John Wesley Dean III (nacido el 14 de octubre de 1938) es un ex abogado que se desempeñó como consejero de la Casa Blanca del presidente de los Estados Unidos, Richard Nixon, desde julio de 1970 hasta abril de 1973. Dean es conocido por su papel en el encubrimiento del escándalo Watergate y su posterior testimonio ante el Congreso como testigo. Su declaración de culpabilidad a un solo delito a cambio de convertirse en un testigo clave de la acusación finalmente resultó en una condena reducida, que cumplió en Fort Holabird, en las afueras de Baltimore, Maryland. Después de su declaración, fue inhabilitado como abogado. Según el FBI, Dean fue el "maestro manipulador" del asunto Watergate.
Poco después de las audiencias de Watergate, Dean escribió sobre sus experiencias en una serie de libros y recorrió los Estados Unidos para dar conferencias. Más tarde se convirtió en comentarista de política contemporánea, autor de libros y columnista del sitio web Writ de FindLaw.
Dean había sido originalmente un defensor del conservadurismo de Goldwater, pero luego se convirtió en un crítico del Partido Republicano. Dean ha sido particularmente crítico con el apoyo del partido a los presidentes George W. Bush y Donald Trump, y con el neoconservadurismo, un poder ejecutivo fuerte, la vigilancia masiva y la guerra de Irak.

## Vida privada
Dean nació en Akron, Ohio, y vivió en Marion, la ciudad natal del 29.º presidente de los Estados Unidos, Warren Harding, en cuyo biógrafo se convirtió más tarde. Su familia se mudó a Flossmoor, Illinois, donde asistió a la escuela primaria. Para la escuela secundaria, asistió a la Academia Militar de Staunton con Barry Goldwater Jr., hijo del senador Barry Goldwater, y se convirtió en un amigo cercano de la familia. Asistió a la Universidad de Colgate y luego al Colegio de Wooster en Ohio, donde obtuvo su B.A. en 1961. Recibió un Juris Doctor (J.D.) del Centro de Derecho de la Universidad de Georgetown en 1965.
Dean se casó con Karla Ann Hennings el 4 de febrero de 1962, con quien tuvieron un hijo, John Wesley Dean IV, antes de divorciarse en 1970. Dean se casó con Maureen (Mo) Kane el 13 de octubre de 1972.

## Abogado de Washington
Después de su graduación, Dean se unió a Welch & Morgan, una firma de abogados en Washington D. C., donde pronto fue acusado de violaciones de conflictos de intereses y despedido: supuestamente comenzó a negociar su propio acuerdo privado para obtener una licencia de transmisión de una estación de televisión, después de su la empresa lo había asignado para completar la misma tarea para un cliente.
Dean trabajó de 1966 a 1967 como abogado principal de minorías para los republicanos en el Comité Judicial de la Cámara de Representantes de los Estados Unidos. Dean se desempeñó como director asociado de la Comisión Nacional de Reforma de las Leyes Penales Federales durante aproximadamente dos años.

## Campaña y administración de Nixon
Dean se ofreció como voluntario para escribir documentos de posición sobre el crimen para la campaña presidencial de Richard Nixon en 1968. Al año siguiente, se convirtió en diputado asociado en la oficina del fiscal general de los Estados Unidos, sirviendo bajo el fiscal general John N. Mitchell, con quien se encontraba en términos amigables. En julio de 1970, aceptó un nombramiento para servir como abogado del presidente, después de que el anterior titular de este cargo, John Ehrlichman, se convirtiera en el principal asesor interno del presidente.

## De "maestro manipulador" a testigo estrella

### Comienzo del Watergate
El 27 de enero de 1972, Dean, el consejero de la Casa Blanca, se reunió con Jeb Magruder (director adjunto del Comité para la Reelección del Presidente, o CRP y CREEP) y John N. Mitchell (fiscal general de los Estados Unidos, y prontamente director del CRP), en la oficina de Mitchell, para una presentación de G. Gordon Liddy (abogado del CRP y exagente del FBI). En ese momento, Liddy presentó un plan preliminar que contenía operaciones de inteligencia que se llevarían a cabo durante la campaña. La reacción al plan de Liddy fue altamente desfavorable. A Liddy se le ordenó simplificar sus ideas, y presentó un plan revisado al mismo grupo el 4 de febrero, que, sin embargo, no se aprobó en esa etapa. A fines de marzo, en Florida, Mitchell aprobaría un plan reducido.
Este plan conduciría eventualmente a los intentos de espiar la sede del Comité Nacional Demócrata (DNC) en el complejo Watergate en Washington D. C. y al escándalo Watergate. El primer intento de robo de documentos a fines de mayo fue exitoso, pero surgieron varios problemas con la información de baja calidad, y querían fotografiar más documentos. Específicamente, los ladrones estaban interesados en la información que creían que estaba en manos de Lawrence F. O'Brien, jefe del DNC. En su segundo robo, la noche del 16 de junio, los ladrones fueron descubiertos por la seguridad del hotel. Luego de los arrestos pertinentes, Dean tomó la custodia de las pruebas y del dinero de la caja fuerte de la Casa Blanca de E. Howard Hunt, Jr., quien había estado a cargo de los robos, y luego destruyó algunas de las pruebas antes de que pudieran ser encontradas por investigadores.

### Encubrimiento
El 28 de febrero de 1973, el Director Interino del FBI, L. Patrick Gray, testificó ante el Comité Judicial del Senado durante su nominación para reemplazar a John Edgar Hoover como Director del FBI. Armado con artículos periodísticos que indicaban que la Casa Blanca tenía posesión de los archivos del FBI sobre el Watergate, el presidente del comité, Sam Ervin, le preguntó a Gray qué sabía sobre la obtención de los archivos por parte de la Casa Blanca. Gray declaró que le había dado informes del FBI a Dean, y había discutido la investigación del FBI con Dean en muchas ocasiones. También se supo que Gray había destruido pruebas importantes que Dean le había confiado. Finalmente, la nominación de Gray falló y se afirmó que Dean estaba directamente relacionado con el encubrimiento del Watergate.
El Jefe de Gabinete de la Casa Blanca, H. R. Haldeman, más tarde afirmaría que Dean fue nombrado por Nixon para asumir el papel principal en la coordinación del encubrimiento del Watergate desde el comienzo y que este encubrimiento estuvo funcionando muy bien durante muchos meses. Ciertos aspectos del escándalo habían salido a la luz antes del día de las elecciones, pero Nixon fue reelegido por un margen significativo.

### Cooperación con los fiscales
El 22 de marzo de 1973, Nixon solicitó que Dean elaborara un informe con todo lo que sabía sobre el asunto del Watergate e incluso lo invitó a retirarse a Camp David para hacerlo. Dean fue a Camp David y se dispuso a redactar informe, pero como era uno de los principales participantes del encubrimiento, la tarea lo colocó en la difícil posición de relacionar su propia participación y la de los demás; entonces concluyó correctamente que los superiores lo estaban preparando para el papel de chivo expiatorio. Dean no completó el informe.
El 23 de marzo, los cinco ladrones del Watergate, junto con G. Gordon Liddy y E. Howard Hunt, fueron sentenciados con fuertes multas y un tiempo máximo de prisión de hasta 40 años.
El 6 de abril, Dean contrató a un abogado y comenzó a cooperar con los investigadores del Senado sobre el Watergate, mientras continuaba trabajando como consejero de la Casa Blanca de Nixon y participaba en los esfuerzos de encubrimiento, sin revelar este evidente conflicto a Nixon hasta algún tiempo después. Dean también estaba recibiendo consejos del abogado que contrató, Charles Shaffer, sobre asuntos que involucraban vulnerabilidades de otro personal de la Casa Blanca.
Dean continuó brindando información a los fiscales que pudieron hacer enormes progresos en el encubrimiento, que hasta entonces prácticamente habían ignorado, ya que se habían concentrado en el robo real y los eventos que lo precedieron. Dean también compareció ante el gran jurado del Watergate, donde tomó la Quinta Enmienda en numerosas ocasiones para evitar incriminarse y para guardar su testimonio para las audiencias del Senado.

### Enfrentamiento con Nixon

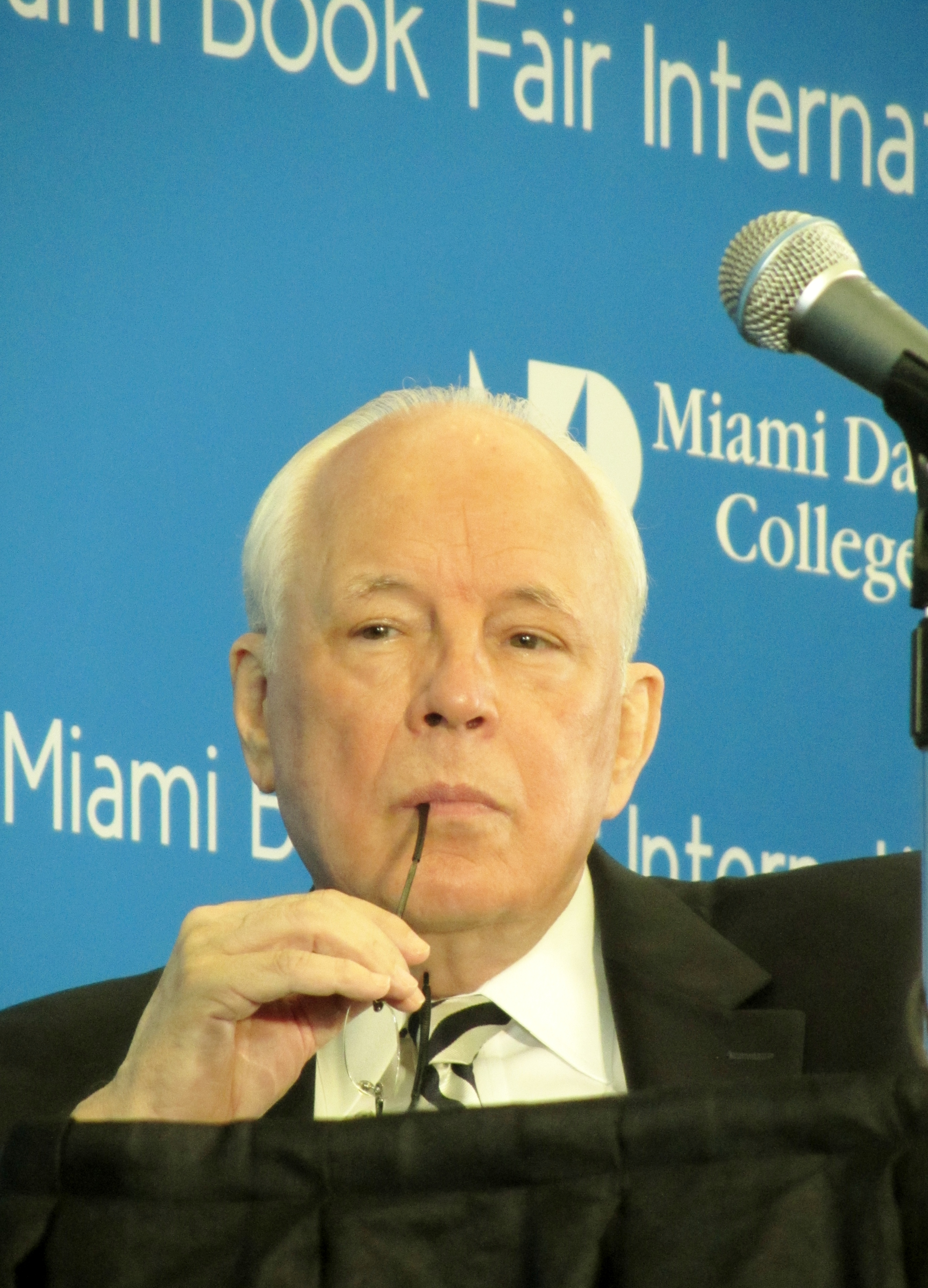
Dean en la Feria del Libro de Miami 2014 durante la presentación de su libro The Nixon Defense.

Junto con el sentimiento de distancia con el círculo íntimo de Nixon, separándose de los asesores H. R. Haldeman y John Ehrlichman, Dean sintió que se convertiría en el chivo expiatorio del Watergate y, a pesar de ir a Camp David, regresó a Washington sin haber completado su informe. Nixon despidió a Dean el 30 de abril, la misma fecha en que también anunció las renuncias de Haldeman y Ehrlichman.
Anteriormente, Dean le había pedido a Nixon inmunidad formal de enjuiciamiento por cualquier delito que pudiera haber cometido mientras se desempeñaba como abogado de la Casa Blanca. Nixon se negó a aceptar esta solicitud y su negativa llevó a Dean a cooperar con los fiscales muy poco después. Al acudir a los fiscales, Dean también solicitó inmunidad, que no le fue otorgada a pesar de sus muchas revelaciones.

### Testimonio ante el comité del Senado
El 25 de junio de 1973, Dean comenzó su testimonio ante el Comité del Watergate del Senado. El comité había votado para otorgarle inmunidad de uso, haciéndolo en una votación dividida en una sesión privada que luego se cambió a una votación unánime y se anunció de esa manera al público. En su testimonio, implicó a funcionarios de la administración, incluidos el recaudador de fondos de Nixon y el exfiscal general John Mitchell, Nixon y él mismo. Su testimonio atrajo picos de audiencia muy altos en la televisión, ya que estaba abriendo nuevos caminos en la investigación, y la atención de los medios creció rápidamente, con una cobertura periodística más detallada. Dean fue el primer funcionario de la administración en acusar a Nixon de involucrarse directamente con el Watergate y el encubrimiento resultante en entrevistas de prensa. Tal testimonio contra Nixon, aunque perjudicaba la credibilidad del presidente, tuvo poco impacto legal, ya que era simplemente su palabra contra la de Nixon.
Nixon negó vigorosamente todas las acusaciones de que había autorizado un encubrimiento, y Dean no corroboró más allá de varias notas que había tomado en sus reuniones con el presidente. No fue hasta que se descubriera que el presidente Nixon realizaba grabaciones secretas en la Casa Blanca, reveladas por testimonio de Alexander Butterfield, el 16 de julio, y que las cintas fueron citadas y analizadas que muchas de las acusaciones de Dean fueron en gran medida fundamentadas. Dean tenía sospechas de que Nixon estaba grabando conversaciones, pero no lo sabía con certeza, y les dijo a los fiscales que interrogaran a los testigos en esta línea, lo que condujo a las revelaciones de Butterfield.

## Juicio del Watergate
Dean se declaró culpable de obstrucción de la justicia en el Watergate ante el juez John Sirica el 19 de octubre de 1973. Admitió supervisar los pagos de los sobornos a los ladrones del Watergate, especialmente a E. Howard Hunt, y reveló la existencia de la lista de enemigos de Nixon. Archibald Cox, Fiscal Especial del Watergate, estaba interesado en reunirse con Dean y planeaba hacerlo unos días después, pero Nixon despidió a Cox al día siguiente; no fue sino hasta un mes después que Cox fue reemplazado por Leon Jaworski. El 2 de agosto de 1974, Sirica dictó una sentencia a Dean de uno a cuatro años en una prisión de seguridad mínima. Sin embargo, cuando Dean se entregó según lo programado el 3 de septiembre, fue puesto a la custodia de los alguaciles de los Estados Unidos. Y, en cambio, se lo mantuvo en Fort Holabird (cerca de Baltimore, Maryland) en una "casa segura" especial utilizada principalmente para testigos contra la mafia. Pasó sus días en las oficinas de Jaworski, el Fiscal Especial de Watergate, y testificó en el juicio de los conspiradores del Watergate junto a Mitchell, Haldeman, Ehrlichman, Robert Mardian y Kenneth Parkinson, que concluyeron en diciembre. Todos excepto Parkinson fueron condenados, en gran parte basados en la evidencia de Dean. El abogado de Dean hizo una moción para reducir su sentencia y el 8 de enero, el juez Sirica otorgó la moción, ajustando la sentencia de Dean al tiempo cumplido, que terminó siendo cuatro meses. Con su súplica por delitos graves, Dean fue inhabilitado como abogado en Virginia y el Distrito de Columbia.

## Investigación sobre la memoria
Cuando se descubrió que el presidente Nixon había grabado en secreto todas las reuniones en el Despacho Oval, el famoso psicólogo e investigador sobre la memoria Ulric Neisser analizó los recuerdos de Dean de las reuniones, tal como se exponen en su testimonio, en comparación con las grabaciones reales de las reuniones. Neisser, un crítico agudo de estudiar la memoria en un laboratorio, vio "un valioso tesoro de datos" en el recuerdo de Dean.
Neisser descubrió que, a pesar de la confianza de Dean, las cintas demostraron que su memoria no era más que una grabadora. Dean no recordaba ninguna conversación literalmente y, a menudo, no recordaba la esencia de las conversaciones correctamente. Sin embargo, Neisser no explicó la diferencia como una de engaño; más bien, pensó que la evidencia apoyaba la teoría de que la memoria no es similar a una grabadora y, en cambio, debería considerarse como reconstrucciones de información que se ven muy afectadas por el ensayo o intentos de reproducción. Neisser concluyó además que la memoria de Dean, y probablemente la de todos, simplemente conserva las características comunes de toda una serie de eventos.

## Trayectoria luego del Watergate

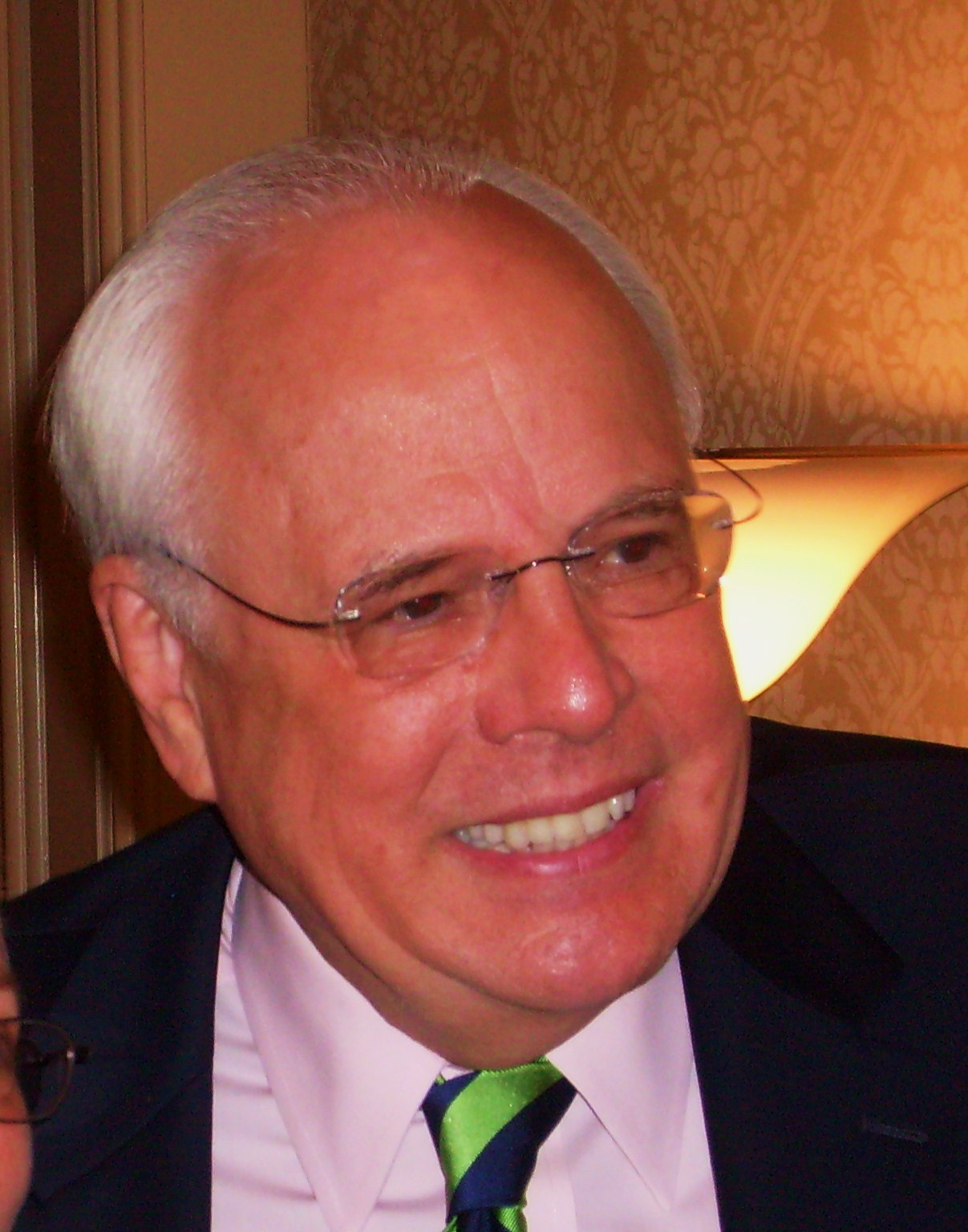
John Dean en la conferencia anual de la Sociedad de Archivistas Americanos de 2008.

Poco después del Watergate, Dean se convirtió en banquero de inversiones, autor y conferencista. Dean relató sus experiencias en la Casa Blanca, con un enfoque en el Watergate, en los libros Blind Ambition (1976) y Lost Honor (1982). Taylor Branch fue la escritora fantasma de Blind Ambition,  y luego se convirtió en una miniserie de televisión de 1979 con Martin Sheen interpretando a Dean.
En 1992, Dean contrató al famoso abogado Neil Papiano y presentó la primera de una serie de demandas por difamación contra G. Gordon Liddy por reclamos en el libro escrito por Liddy, Will, y contra St. Martin's Press por su publicación del libro Silent Coup de Len Colodny y Robert Gettlin. En Silent Coup se alegaba que Dean era el autor intelectual de los robos del Watergate y el encubrimiento del mismo, y el verdadero objetivo de los robos era incautar información que implicaba a Dean y a su ex Maureen «Mo» Biner (su entonces prometida) en un negocio de prostitución. Después de enterarse del trabajo de Colodny, Liddy emitió una versión revisada de Will que respalda la teoría de Colodny. Posteriormente, esta teoría fue objeto de un programa de la serie Investigative Reports de A&E titulado The Key to Watergate en 1992.
En el prefacio de su libro de 2006, Conservatives Without Conscience, Dean negó rotundamente la teoría de Colodny, señalando que la fuente principal de Colodny (Phillip Mackin Bailley) había entrado y salido de instituciones mentales. Dean resolvió la demanda por difamación contra Colodny y su editor, St. Martin's Press, en términos que Dean declaró en el prefacio del libro que no podía divulgar bajo las condiciones del acuerdo, aparte de afirmar que «los decanos estaban satisfechos». El caso de Dean vs. Liddy fue desestimado sin perjuicio. También en 2006, Dean apareció como entrevistado en el documental The U.S. vs. John Lennon, sobre los esfuerzos de la administración de Nixon para mantener a John Lennon fuera de los Estados Unidos.
Dean se retiró de la banca de inversión en 2000 mientras continuaba trabajando como autor y conferenciante, convirtiéndose en columnista de la revista en línea FindLaw's Writ. Actualmente reside en Beverly Hills, California.
En 2001, Dean publicó The Rehnquist Choice: The Untold Story of the Nixon Appointment that Redefined the Supreme Court, una exposición del proceso de selección de la Casa Blanca de un nuevo juez para la Corte Suprema en 1971, que condujo a la adhesión de William Rehnquist a la Corte de los Estados Unidos. Tres años más tarde, Dean escribió un libro muy crítico con la administración de George W. Bush, titulado Worse than Watergate, en el que pidió la destitución de Bush y el vicepresidente Dick Cheney por supuestamente mentirle al Congreso.
Su libro posterior, lanzado en el verano de 2006, se titula Conservatives without Conscience, como repuesta al libro The Conscience of a Conservative de Barry Goldwater. En él, afirma que el conservadurismo desde la entrada de escena de Goldwater ha sido cooptado por personas con personalidades y políticas autoritarias, citando datos de Bob Altemeyer. Según Dean, el conservadurismo moderno, específicamente en la derecha cristiana, abarca la obediencia, la desigualdad, la intolerancia y un gobierno intrusivo fuerte, en marcado contraste con las filosofías y políticas de Goldwater. Usando el trabajo académico de Altemeyer, él sostiene que hay una tendencia hacia prácticas políticas éticamente cuestionables cuando los autoritarios se colocan en posiciones de poder, y que la situación política actual es peligrosamente inestable debido a ello. Dean cita el comportamiento de miembros clave del liderazgo republicano, incluidos George W.Bush, Dick Cheney, Tom DeLay, Newt Gingrich y Bill Frist, como evidencia clara de una relación entre el conservadurismo moderno de derecha y este enfoque autoritario de la gobernanza. Pone especial énfasis en la abdicación de los controles y equilibrios por parte del Congreso republicano, y en la deshonestidad de la clase intelectual conservadora en apoyo del partido republicano, como resultado de la obediencia y la arrogancia innatas a la mentalidad autoritaria.
Después de que se supo que George W. Bush autorizó escuchas telefónicas de la Agencia de Seguridad Nacional sin orden judicial, Dean afirmó que Bush es «el primer presidente en admitir un delito impecable.» El 31 de marzo de 2006, Dean testificó ante el Comité Judicial del Senado durante las audiencias sobre censura al presidente por el tema. El senador Russell Feingold (D-Wis.), que patrocinó la resolución de censura, presentó a Dean como un «patriota» que puso «el estado de derecho por encima de los intereses del presidente». En su testimonio, Dean afirmó que Richard Nixon encubrió el Watergate porque creía que era en interés de la seguridad nacional. Esto provocó un fuerte debate con el senador republicano de Carolina del Sur Lindsey Graham, quien afirmó en repetidas ocasiones que Nixon autorizó el robo en la sede demócrata. Dean finalmente respondió: «Estás demostrando que no conoces muy bien ese tema.» Los espectadores se rieron, y pronto el senador estaba «balbuceando».
El libro de 2007 Broken Government: How Republican Rule Destroyed the Legislative, Executive and Judicial Branches es, como escribió en su introducción, el tercer volumen de una trilogía no planificada. En este último libro, Dean, quien se ha descrito repetidamente a sí mismo como un conservador de Goldwater, se basó en Worse Than Watergate y Conservatives Without Conscience para argumentar que el Partido Republicano había dañado gravemente las tres ramas del gobierno federal al servicio de la rigidez ideológica sin atención al interés público o al bien general. Dean concluye que el conservadurismo debe regenerarse para mantenerse fiel a sus ideales centrales de gobierno limitado y el estado de derecho.

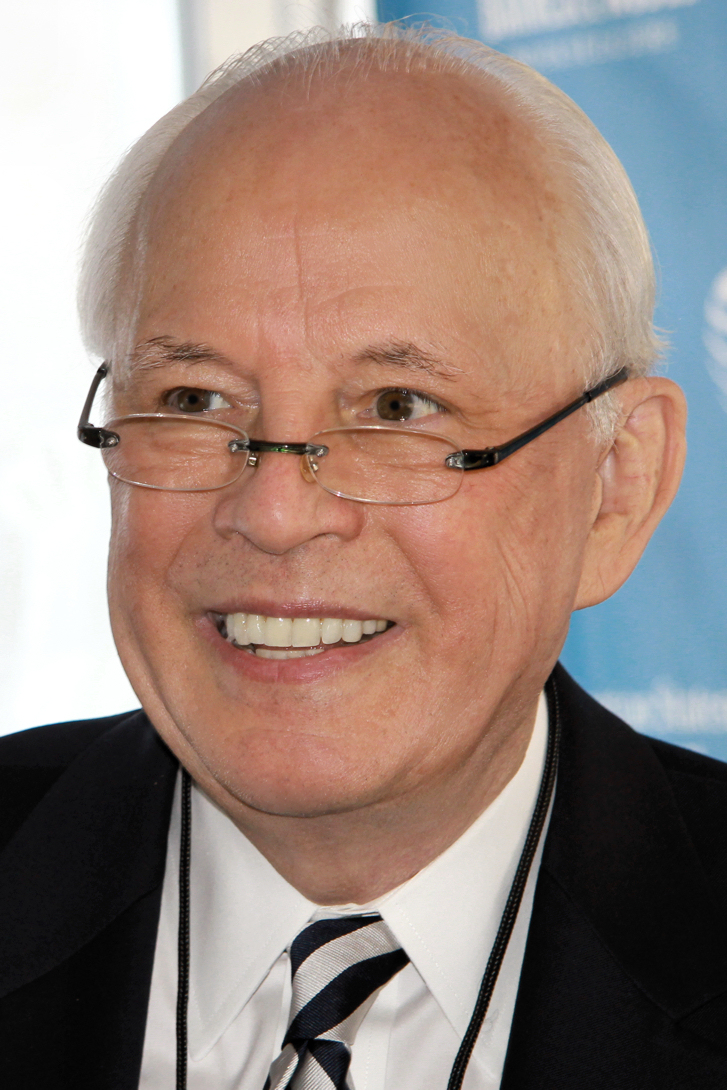
John Dean en el Festival del Libro de Texas 2014.

En 2008, Dean coeditó Pure Goldwater, una colección de escritos del candidato presidencial republicano de 1964 y exsenador estadounidense de Arizona Barry Goldwater, en parte como un acto de lealtad hacia el hombre que definió sus ideales políticos. Su coeditor era el hijo de Goldwater, Barry Goldwater, Jr.
En la miniserie de televisión de 1979, Blind Ambition, Martin Sheen interpretó a Dean. En la película de 1995, Nixon, dirigida por Oliver Stone, David Hyde Pierce interpretó a Dean. En la película de 1999, Dick, Dean fue interpretado por Jim Breuer.
Dean frecuentemente fue invitado en el antiguo programa de noticias Countdown with Keith Olbermann de los canales MSNBC y Current TV, y The Randi Rhodes Show de Premiere Radio Networks.
El historiador Stanley Kutler fue acusado de editar las cintas de Nixon para que Dean apareciera bajo una luz más favorable.
El 17 de septiembre de 2009, Dean apareció en Countdown con nuevas acusaciones sobre el Watergate. Dijo que había encontrado información a través de las cintas de Nixon, que mostraban lo que buscaban los ladrones: información sobre un plan de sobornos que involucraba la Convención Nacional Demócrata en Miami Beach, Florida. Dean también afirma que Nixon no ordenó directamente el robo, sino que fue ordenado por Ehrlichman en nombre de Nixon.
Al hablar sobre sus compromisos durante 2014, Dean llamó al Watergate un «escándalo de abogados» que, a pesar de todo lo malo, dio paso a las necesarias reformas de ética legal.
Más tarde, Dean surgió como un fuerte crítico de Donald Trump, diciendo en 2017 que era incluso peor que Nixon. Él dijo: «Es una pesadilla. No saben cuál es su peligro. No saben lo que están mirando. No saben si son parte de una conspiración que podría desarrollarse. No sé si contratar abogados o no, cómo van a pagar por ellos si lo hacen. Es un lugar desagradable.»
En febrero de 2018, Dean advirtió que el testimonio de Rick Gates podría ser «el final» de la presidencia de Trump.
En septiembre de 2018, Dean se mostró preocupado ante la confirmación de Brett Kavanaugh para la Corte Suprema de los Estados Unidos, ya que el nombramiento resultaría en «una corte más favorable a los poderes presidenciales» en los tiempos modernos.
En noviembre de 2018, después de la renuncia forzada del fiscal general Jeff Sessions el día después de las elecciones de mitad de período, Dean comentó sobre el retiro en términos coloridos, diciendo que «parece planeado como un asesinato» y que el asesor especial Robert Mueller probablemente tenía planes de contingencia, posiblemente incluyendo acusaciones preparadas.
A principios de junio de 2019, Dean testificó, junto con varios abogados y expertos legales de Estados Unidos, ante el Comité Judicial de la Cámara sobre las implicaciones y las posibles acciones como resultado del Informe Mueller.